# Gestão de qualidade total
A gestão de qualidade total é um modelo de gestão que aumenta a consciência de qualidade em todos os processos organizacionais. Seus objetivos são: garantir a satisfação do cliente, promover o trabalho em equipe buscando a participação de toda a organização, e buscar constantemente a solução de problemas e redução de erros. A gestão de qualidade total integra efetivamente o trabalho de várias pessoas, o uso de muitos equipamentos e uma elevada quantidade de informações, ou seja, a qualidade total só é possível se acontecer em todas as etapas do processo, desde a matéria-prima até à fase pós-venda.

### História
A gestão de qualidade total como modelo de gestão teve origem no Japão nas décadas de 1980 e 1990. No início da década de 1980, o mundo  começou a reagir à alta competitividade das principais indústrias do Japão. Seus produtos alcançaram os principais mercados consumidores do mundo ocidental com boa qualidade e preços relativamente baixos, tornando-se uma ameaça às suas economias. Para as principais empresas norte-americanas e europeias, não existiam muitas opções além de descobrir as razões do sucesso competitivo japonês e sua aplicação. Começou então um período denominado era da gestão de qualidade total, cuja principal característica era o foco no cliente e no processo de gestão. A GQT incorporou e reinterpretou as teorias e ferramentas de outros períodos. Dessa forma, a questão de qualidade passou a ser vista não mais como uma simples forma de prevenir defeitos e reduzir perdas, mas como uma forma de agregar valor aos produtos, diferenciando-se da concorrência e mantendo-se à frente do mercado.

### Dimensões (atributos)
A qualidade geral inclui seis atributos básicos ou dimensões que lhe conferem características gerais: qualidade intrínseca, custo, serviço, moralidade, segurança e ética.

#### Qualidade intrínseca
A qualidade intrínseca refere-se à capacidade do produto ou serviço cumprir o objetivo ao qual se destina em relação às características inerentes ao produto ou serviços. São avaliados aspectos como: ausência de defeitos, adequação ao uso, características agradáveis ao consumidor, confiabilidade, previsibilidade, etc.

#### Custo
Essa dimensão está associada ao custo do produto ou serviço para a organização e o preço para o cliente (obter o maior valor pelo preço considerado justo).

#### Atendimento
O atendimento inclui três parâmetros importantes na produção de bens e na prestação de serviços de excelência: localização, duração e quantidade. O cliente deve receber o produto no prazo e local certos, além da quantidade determinada.

#### Moral
A moral refere-se ao nível de satisfação e motivação dos colaboradores da organização, é importante pois funcionários desmotivados e pouco treinados não sabem a importância de seu papel na organização e não produzem o esperado.

#### Segurança
A segurança dos clientes externos de qualquer organização está, em um sentido estrito, relacionada à segurança física desses clientes e, em um sentido mais amplo, está relacionada aos serviços prestados ou ao impacto do fornecimento no meio ambiente.

#### Ética
Essa dimensão é representada pelos códigos ou regras de conduta e valores que têm de permear todas as pessoas e todos os processos de todas as organizações.

### Benefícios da aplicação da GQT
A gestão de qualidade total é uma opção para o reposicionamento da gestão organizacional. Os pontos básicos são: foco no cliente, trabalho em equipe em toda a organização, tomada de decisões com base em fatos e dados, busca constante de soluções para problemas e redução de erros. A GQT valoriza as pessoas dentro da organização, reconhece sua capacidade de resolver problemas onde e quando ocorrem e busca constantemente a perfeição. Qualidade total significa que a qualidade não deve existir apenas no produto, mas também em toda a empresa: pessoal, departamentos, sistemas, vendas, serviços e assistência pós-venda. A aplicação de GQT em uma organização está intimamente relacionada à melhoria contínua, que é entendida como um processo de mudança contínua que melhora a organização e agrega valor a ela. A implantação de GQT sofre implicações devido ao foco na qualidade e tratar outros objetivos, por exemplo, o lucro, como consequência. A GQT reduz os custos por diminuir a quantidade de erros nos processos, ou seja,  permite às organizações gastarem menos e produzirem mais. Isso ocorre porque trabalhar com qualidade:  evita o desperdício de recursos;  reduz o tempo de produção;  gera menos estresse e mais satisfação ao trabalhador. A qualidade total otimiza a energia de trabalho do recurso humano, já que, erros geram retrabalhos, que levam a frustração dos colaboradores, gasto de tempo e dinheiro. Assim, perece-se que trabalhar com qualidade melhora a produtividade das empresas e, consequentemente, elevam os lucros.

### Princípios
Os princípios básicos de qualidade total são:
● Produzir bens ou serviços que respondam concretamente às necessidades dos clientes;
● Garantir a sobrevivência da empresa por meio de um lucro contínuo obtido com o domínio de qualidade;
● Identificar o problema mais crítico e solucioná-lo pela mais elevada prioridade (Pareto);
● Falar, raciocinar e decidir com dados e com base em factos;
● Administrar a empresa ao longo do processo e não por resultados;
● Reduzir metodicamente as dispersões por meio do isolamento das causas fundamentais;
● O cliente é Rei. Não se permitir servi-lo se não com produtos de qualidade;
● A prevenção deve ser a tão montante quanto possível;
Para aplicar a qualidade total são utilizadas algumas ferramentas como:
● Fluxogramas
● Ciclo PDCA
● 5S
● Six Sigma